# Américo Ricaldoni Mones
Américo Pablo Ricaldoni Mones (1930 - 30 de octubre de 2014) fue un abogado y político uruguayo perteneciente al Partido Colorado.

## Biografía
Fue hijo de Elsa Hilda Mones Quintela y del ingeniero Julio Alberto Ricaldoni Morelli (quien fuera decano de la Facultad de Ingeniería); tuvo dos hermanos, Julio Ernesto y Pablo Alfredo. Su abuelo paterno fue el prestigioso médico Américo Ricaldoni.
Graduado como abogado en 1959 en la Facultad de Derecho, Universidad de la República. Se especializó en Derecho Internacional Privado, integrando la cátedra. Actuó como miembro y Secretario de la Asociación Uruguaya de Derecho Internacional, socio correspondiente de las academias de México y Río de Janeiro, y durante varios años se destacó como miembro del Comité Jurídico Interamericano.
Al final de la presidencia de Jorge Pacheco Areco, Ricaldoni fue subsecretario del canciller José Antonio Mora Otero.
En las elecciones de 1984 que llevaron al restablecimiento de la democracia, Ricaldoni resultó electo al Senado, ocupando la banca durante tres periodos consecutivos (entre 1985 y 2000). En su nutrida actuación se destacó su carácter de miembro informante en la implementación de la reforma constitucional de 1996.
En el plano deportivo integró la Comisión Directiva del Club Atlético Peñarol y ejerció la Vicepresidencia de la Asociación Uruguaya de Fútbol, donde actuó en su Tribunal de Honor. Asimismo, presidió el Club Uruguayo de Rally e integró la Comisión Deportiva del Automóvil Club.

## Selección de publicaciones
- El régimen de promoción industrial: análisis del régimen de la ley nº 14.178 y sus vinculaciones con el de inversiones extranjeras. Montevideo: Fundación de Cultura Universitaria, 2001 (con Lindor Silva y José Enrique Santias)[4]